# Chemin des Pépinières
Le chemin des Pépinières est une voie située dans le 16e arrondissement de Paris, en France.

## Situation et accès
Il se trouve dans le bois de Boulogne.